# 테디 던
테디 던(Teddy Dunn, 1980년 6월 19일 ~ )은 오스트레일리아의 배우이다.

## 출연 작품

### 영화
- 맨츄리안 켄디데이트 (2004)
- 점퍼 (2008)
- 살인 이론 (2009)
- 죽여주는 장례식 (2009, A Good Funeral)

### 텔레비전
- 베로니카 마스 (2004-06)